# Elezioni comunali in Emilia-Romagna del 2005
Il 3 e 4 aprile 2005 (con ballottaggio il 17 e 18 aprile) in Emilia-Romagna si tennero le elezioni per il rinnovo di numerosi consigli comunali.

## Ferrara

### Comacchio
| Candidati e Liste                                          | Voti   | %      | Seggi |
| ---------------------------------------------------------- | ------ | ------ | ----- |
| Maria Cristina Cicognani                                   | 8.510  | 60,38  | -     |
| Democratici di Sinistra                                    | 2.379  | 19,41  | 5     |
| Lista Vela                                                 | 2.360  | 19,26  | 4     |
| Rifondazione Comunista                                     | 1.750  | 14,28  | 3     |
| Udeur                                                      | 429    | 3,50   | -     |
| Federazione dei Verdi                                      | 279    | 2,28   | -     |
| Uniti per Comacchio (Comunisti Italiani-Italia dei Valori) | 146    | 1,19   | -     |
| Paolo Carli                                                | 5.174  | 36,71  | 1     |
| Forza Italia                                               | 2.393  | 19,53  | 5     |
| Alleanza Nazionale                                         | 929    | 7,58   | 1     |
| Lega Nord                                                  | 465    | 3,79   | 1     |
| Comacchio e la Costa                                       | 398    | 3,25   | -     |
| Alternativa Democratica                                    | 337    | 2,75   | -     |
| Luciano Fogli                                              | 328    | 2,33   | -     |
| Nuovo PSI                                                  | 315    | 2,57   | -     |
| Giancarlo Ugatti                                           | 82     | 0,58   | -     |
| Alternativa Sociale                                        | 74     | 0,60   | -     |
| Totale alle liste                                          | 12.254 | 100,00 | 19    |
| TOTALE                                                     | 14.094 | 100,00 | 20    |

## Ravenna

### Faenza
| Candidati e Liste              | Voti   | %       | Seggi |
| ------------------------------ | ------ | ------- | ----- |
| Claudio Casadio                | 22.936 | 64,37   | -     |
| Uniti nell'Ulivo               | 17.470 | 53,44   | 18    |
| Rifondazione Comunista         | 2.507  | 7,67    | 2     |
| Federazione dei Verdi          | 926    | 2,83    | 1     |
| Nuova Romagna                  | 342    | 1,05    | -     |
| Vittorio Ghinassi              | 9.924  | 27,85   | 1     |
| Forza Italia                   | 3.883  | 11,88   | 3     |
| Unione di Centro-La Tua Faenza | 2.527  | 7,27    | 2     |
| Alleanza Nazionale             | 2.151  | 6,58    | 2     |
| Nuovo PSI                      | 290    | 0,89    | -     |
| Tiziana Bagnolini              | 2.027  | 5,69    | 1     |
| Lega Nord                      | 1.910  | 5,84    | -     |
| Mirco Santarelli               | 746    | 2,09    | -     |
| Alternativa Sociale            | 683    | 2,09    | -     |
| Totale alle liste              | 32.689 | 100,00  | 28    |
| TOTALE                         | 35.633 | 100,00' | 30    |